# Gnetum loerzingii
Gnetum loerzingii — вид голонасінних рослин класу гнетоподібних.

## Поширення, екологія
Це ендемік півночі й заходу острова Суматра (Індонезія). Вид був зібраний у низинних вологих дощових лісах у пн. і на зх. Суматрі. Чи вид може рости в нижньогірських і гірських лісах, невідомо.

## Загрози та охорона
Головною загрозою є втрата середовища проживання через вирубки й у результаті перетворення лісів в орні землі. Був знайдений у межах або поблизу від національного парку Гунунг Лезер.